# Patricia Schwager
Patricia Schwager (* 6. Dezember 1983 in Balterswil, Kanton Thurgau) ist eine ehemalige schweizerische Radrennfahrerin und spätere Sportliche Leiterin
Patricia Schwager, gelernte Bäcker-Konditorin, ist seit 1998 im Radrennsport aktiv. Bis 2016 errang sie fünf nationale Titel als Meisterin im Einzelzeitfahren sowie im Bergrennen. Von 2014 bis 2016 fuhr sie für das US-amerikanische TIBCO-To The Top-Team, bestritt jedoch 2016 keine Rennen mehr. Im Mai 2016 kündigte sie an, wegen fortdauernder gesundheitlicher Probleme ihre Radsportlaufbahn zu beenden.
Im Anschluss an ihre Karriere als Radrennfahrerin wurde Schwager Sportliche Leiterin bei ihrem letzten Team als Aktive TIBCO. Anfang 2022 übernahm sie die Aufgabe als Verantwortliche für das Schweizer Strassenteam, verliess den Schweizer Verband jedoch wieder im Juli. Ihr Nachfolger wurde der ehemalige Rennfahrer Tino Eicher.

## Erfolge
2006
- Schweizer Meisterin – Bergrennen

2010
- Schweizer Meisterin – Bergrennen

2012
- Schweizer Meisterin – Einzelzeitfahren
- Schweizer Meisterin – Bergrennen

2013
- Schweizer Meisterin – Einzelzeitfahren